# Первая леди Кыргызской Республики
Первая леди Кыргызской Республики — неофициальный титул супруги президента Кыргызстана.

## Список первых леди Кыргызстана
| №                                                  | Портрет                                            | Имя                                                | Год регистрации брака                              | Период           | Период          | Президент           |
| -------------------------------------------------- | -------------------------------------------------- | -------------------------------------------------- | -------------------------------------------------- | ---------------- | --------------- | ------------------- |
| 1                                                  |                                                    | Майрам Акаева                                      | 1970                                               | 27 октября 1990  | 24 марта 2005   | Аскар Акаев         |
| —                                                  |                                                    | Светлана Тыныбекова                                |                                                    | 24 марта 2005    | 25 марта 2005   | Ишенбай Кадырбеков  |
| 2                                                  |                                                    | Татьяна Бакиева                                    | 1970                                               | 25 марта 2005    | 15 апреля 2010  | Курманбек Бакиев    |
| должность вакантна (Первый джентльмен Кыргызстана) | должность вакантна (Первый джентльмен Кыргызстана) | должность вакантна (Первый джентльмен Кыргызстана) | должность вакантна (Первый джентльмен Кыргызстана) | 7 апреля 2010    | 1 декабря 2011  | Роза Отунбаева      |
| 3                                                  |                                                    | Раиса Атамбаева                                    | 1988                                               | 1 декабря 2011   | 24 ноября 2017  | Алмазбек Атамбаев   |
| 4                                                  |                                                    | Айгуль Жээнбекова                                  | 1983                                               | 24 ноября 2017   | 15 октября 2020 | Сооронбай Жээнбеков |
| —                                                  |                                                    | Айгуль Жапарова                                    | 1994                                               | 15 октября 2020  | 14 ноября 2020  | Садыр Жапаров       |
| —                                                  |                                                    | Чинара Мамытова                                    |                                                    | 14 ноября 2020   | 28 января 2021  | Талант Мамытов      |
| 5                                                  |                                                    | Айгуль Жапарова                                    | 1994                                               | с 28 января 2021 |                 | Садыр Жапаров       |